# Батыркин
Батыркин — покинутый населённый пункт в Наурском районе Чеченской Республики.

## География
Был расположен северо-восточнее райцентра — станицы Наурской.
Ближайший населённый пункт — хутор Постный — расположен в 6 км к юго-западу.

## История
На карте 1947 года Батыркин обозначен как небольшой хутор. Впоследствии населённый пункт с постоянным населением был преобразован в овцетоварную ферму (ОТФ; по состоянию на 1985 год). Уже в конце 1980-х годов ОТФ Батыркин обозначалась на картах как «нежилая». По состоянию на 1995 год на том месте, где ранее располагался населённый пункт, находилась лишь кошара Батыркина.